# 36 î.Hr.

## Nașteri
- dată necunoscută: Ptolemeu Philadelphus (Cleopatra) om de stat din Egiptul Antic (d. ?)